# Best of the Beast
Best of the Beast – pierwszy album kompilacyjny brytyjskiej grupy heavymetalowej Iron Maiden wydany w trzech formatach: 4 płyty winylowe (34 ścieżki), 2 płyty kompaktowe (27 ścieżek) i 1 płyta kompaktowa (16 ścieżek). Lista utworów obejmuje głównie największe przeboje Maiden, ale zawiera także ścieżkę "Virus" z nowego singla oraz nową wersję "Afraid to Shoot Strangers".

## Lista utworów

### Edycja standardowa
1. „The Number of the Beast”
2. „Can I Play with Madness”
3. „Fear of the Dark" (Live)
4. „Run to the Hills”
5. „Bring Your Daughter... to the Slaughter”
6. „The Evil That Men Do”
7. „Aces High”
8. „Be Quick or Be Dead”
9. „2 Minutes to Midnight”
10. „Man on the Edge”
11. „Virus”
12. „Running Free" (Live)
13. „Wasted Years”
14. „The Clairvoyant”
15. „The Trooper”
16. „Hallowed Be Thy Name”

### Edycja limitowana

#### CD 1
1. „Virus”
2. „Sign Of The Cross”
3. „Man On The Edge”
4. „Afraid To Shoot Strangers" (Live)
5. „Be Quick Or Be Dead”
6. „Fear Of The Dark" (Live)
7. „Bring Your Daughter... To The Slaughter”
8. „Holy Smoke”
9. „The Clairvoyant”
10. „Can I Play With Madness”
11. „The Evil That Men Do”
12. „Heaven Can Wait”
13. „Wasted Years”

#### CD 2
1. „Rime Of The Ancient Mariner" (Live)
2. „Running Free" (Live)
3. „2 Minutes To Midnight”
4. „Aces High”
5. „Where Eagles Dare”
6. „The Trooper”
7. „The Number Of The Beast”
8. „Run To The Hills”
9. „Hallowed Be Thy Name”
10. „Wrathchild”
11. „Phantom Of The Opera”
12. „Sanctuary”
13. „Strange World”
14. „Iron Maiden”